# 아마미촌
아마미촌(일본어: 天見村)은 일본 오사카부 미나미카와치군에 설치되었던 촌이다. 현재의 가와치나가노시에 해당한다.